# Préchac-sur-Adour
Préchac-sur-Adour (gaskognisch: Preishac d’Ador) ist eine französische Gemeinde mit 195 Einwohnern (Stand 1. Januar 2022) im Département Gers in der Region Okzitanien (bis 2015 Midi-Pyrénées); sie gehört zum Arrondissement Mirande und zum Gemeindeverband Bastides et Vallons du Gers. Die Bewohner nennen sich Préchacais/Préchacaises.

## Geografie
Préchac-sur-Adour liegt rund 34 Kilometer nordwestlich von Mirande und 42 Kilometer nördlich von Tarbes im Westen des Départements Gers an der Grenze zum Département Hautes-Pyrénées. Die Gemeinde besteht aus dem fast ausnahmslos aus alleinstehenden Einzelgebäuden bestehenden Dorf und wenigen umliegenden Einzelgehöften. Der Adour bildet streckenweise die westliche Gemeindegrenze, sein Seitenkanal Canal d’Alaric durchquert das Gemeindegebiet.
Nachbargemeinden sind Galiax im Norden, Nordosten und Osten, Jû-Belloc im Südosten und Süden, Castelnau-Rivière-Basse (im Département Hautes-Pyrénées) im Südwesten und Westen sowie Goux im Westen und Nordwesten.

## Bevölkerungsentwicklung
| Jahr                       | 1962 | 1968 | 1975 | 1982 | 1990 | 1999 | 2006 | 2011 | 2019 | 2020 |
| Einwohner                  | 216  | 191  | 190  | 190  | 212  | 213  | 214  | 209  | 195  | 194  |
| Quellen: Cassini und INSEE |      |      |      |      |      |      |      |      |      |      |